# Liebe ist meine Religion Live + Akustisch
Liebe ist meine Religion Live + Akustisch ist das erste und bis heute einzige Livealbum der deutschen Dance-Pop-Band Frida Gold.

## Entstehung und Artwork
Die meisten der Lieder wurden von Alina Süggeler und Andreas Weizel geschrieben, produziert wurden alle Titel von Robin Grubert, Rick Nowels, Alina Süggeler und Andreas Weizel (Studioversion). Das Album wurde unter dem Musiklabel Warner Music Group veröffentlicht und durch Universal Music Publishing vertrieben. Bei diesem Livealbum handelt es sich um eine Konzertaufnahme im Akustikstil. Auf dem schwarz-weißen Cover des Albums ist – neben Künstlernamen und Liedtitel – ein Ausschnitt Süggelers während der Liveaufnahme zu sehen. Die Aufnahmen fanden am 8. November 2013 während eines „MTV Road to Amsterdam“ Konzertes in der Trinitatiskirche in Wuppertal statt. In einem Interview erzählten Frida Gold, dass es seit Beginn ihrer Bandhistorie ein unbedingtes Ziel und ein dringliches Vorhaben war, ein Akustikalbum zu machen. Sie freuten sich sehr und es war ihnen eine Ehre, dass die „MTV Road to Amsterdam“ bei ihnen Halt gemacht hat.

## Veröffentlichung und Promotion
Die Erstveröffentlichung von Liebe ist meine Religion Live + Akustisch erfolgte am 13. Dezember 2013 in Deutschland, Österreich und der Schweiz. Das Album besteht aus 13 Liveaufnahmen, plus drei weiteren Versionen des Liedes Die Dinge haben sich verändert, die durch einen Code in der CD-Hülle zum kostenfreien Download erhältlich sind. Auf dem Album befinden sich alle Lieder des vorangegangenen Studioalbums Liebe ist meine Religion, mit der Ausnahme von Wovon sollen wir träumen. Dieses Stück stammte vom Debütalbum Juwel und wurde auf Grund der hohen Popularität als Zugabe gespielt. Das Album ist auch als „signierte limitierte Version“ mit einer Unterschrift Frida Golds erhältlich.

## Inhalt
Bei allen Liedern handelt es sich um Liveaufnahmen. Mit Ausnahme von Liebe ist meine Rebellion wurden alle Lieder von Alina Süggeler und Andreas Weizel geschrieben. Liebe ist meine Rebellion ist eine Coverversion von Galas Freed from Desire und wurde von Filippo Carmeni, Maurizio Molella und Gala Rizzatto geschrieben.
| #  | Titel                          | Autor(en)                                                                | Produzent(en)                                 | Länge |
| -- | ------------------------------ | ------------------------------------------------------------------------ | --------------------------------------------- | ----- |
| 1  | 6 Billionen                    | Robin Grubert, Billy Mann, David Schüler, Alina Süggeler, Andreas Weizel | Alina Süggeler, Andreas Weizel                | 4:18  |
| 2  | Liebe ist meine Rebellion      | Filippo Carmeni, Maurizio Molella, Gala Rizzatto                         | Robin Grubert, Alina Süggeler, Andreas Weizel | 4:58  |
| 3  | Die Dinge haben sich verändert | Axel Bosse, Guy Chambers, Alina Süggeler                                 | Andreas Weizel                                | 5:40  |
| 4  | Leuchten                       | Robin Grubert, Alina Süggeler, Andreas Weizel                            | Andreas Weizel                                | 4:59  |
| 5  | Rosegarden                     | Robin Grubert, Alina Süggeler                                            | Andreas Weizel                                | 4:11  |
| 6  | Himmelblau                     | Robin Grubert, Alina Süggeler                                            | Robin Grubert, Alina Süggeler, Andreas Weizel | 4:14  |
| 7  | The Time Is Always Now         | Robin Grubert, Alina Süggeler, Andreas Weizel                            | Alina Süggeler, Andreas Weizel                | 5:47  |
| 8  | Im Rausch der Gezeiten         | Guy Chambers, Alina Süggeler, Andreas Weizel                             | Andreas Weizel                                | 3:54  |
| 9  | Im nächsten Leben              | Guy Chambers, Robin Grubert, Alina Süggeler                              | Alina Süggeler, Andreas Weizel                | 4:14  |
| 10 | Miss You                       | Rick Nowels, Alina Süggeler                                              | Rick Nowels, Andreas Weizel                   | 4:52  |
| 11 | Große Erwartungen              | Alina Süggeler, Andreas Weizel                                           | Alina Süggeler, Andreas Weizel                | 3:07  |
| 12 | Deine Liebe                    | Robin Grubert, Alina Süggeler                                            | Alina Süggeler, Andreas Weizel                | 5:01  |
| 13 | Wovon sollen wir träumen       | Axel Bosse, Julian Cassel, Alina Süggeler, Andreas Weizel                | Alina Süggeler, Andreas Weizel                | 5:22  |

## Mitwirkende
- Axel Bosse: Autor
- Filippo Carmeni: Autor
- Julian Cassel: Autor, Gitarre
- Guy Chambers: Autor
- Robin Grubert: Autor, Liedproduzent
- Thomas Holtgreve: Schlagzeug
- Billy Mann: Autor
- Maurizio Molella: Autor
- Rick Nowels: Autor, Liedproduzent
- Gala Rizzatto: Autor
- David Schüler: Autor
- Alina Süggeler: Autor, Gesang, Klappe, Liedproduzent, Piano
- Andreas Weizel: Autor, Bass, Gitarre, Liedproduzent

- Universal Music Publishing: Vertrieb
- Warner Music Group: Musiklabel

## Rezeption
Bis heute konnte Liebe ist meine Religion Live + Akustisch keine eigene Chartplatzierung erzielen, was daran liegt, dass das Album zu sehr dem vorangegangenen Studioalbum Liebe ist meine Religion ähnelt und deshalb alle Verkäufe dem Vorgänger hinzuaddiert werden.